# 岡本喜八
岡本 喜八（おかもと きはち、1924年（大正13年）2月17日 - 2005年（平成17年）2月19日）は、日本の映画監督。本名は岡本 喜八郎（おかもと きはちろう）。

## 経歴

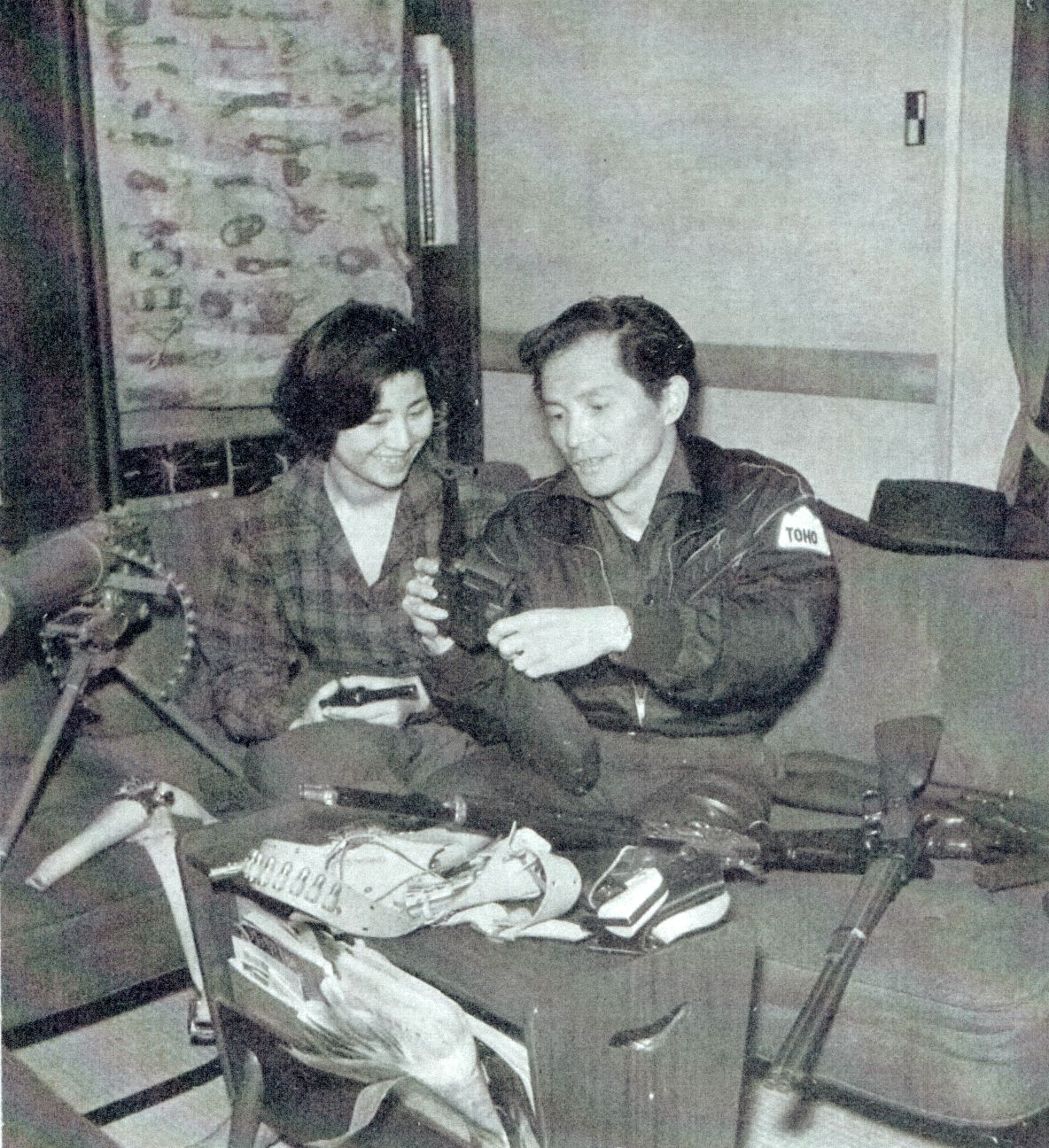
岡本喜八とみね子（『キネマ旬報』1960年5月上旬号より）

鳥取県米子市四日市町出身。
1941年、米子商蚕学校（現・米子南高校）卒業後、上京。1943年に明治大学専門部商科卒業後、東宝に入社し助監督となる。しかし、1944年に太平洋戦争の戦局の悪化に伴い召集され、1945年1月に松戸の陸軍工兵学校に入隊。愛知県豊橋市にあった第一陸軍予備士官学校で終戦を迎えた。この豊橋滞在時に空襲で多くの戦友たちの死を目の当たりにし、戦争や陸海軍部に対する大きな憤りを抱いた。
復員後に東宝へ復帰し、マキノ雅弘や谷口千吉、成瀬巳喜男、本多猪四郎らに師事して修行を積む。1957年に東宝が、映画の素人である石原慎太郎に、自作『若い獣』を監督させると発表したことに助監督たちが反発。シナリオ選考で一人監督に昇進させることが決まり、岡本が『独立愚連隊』『ああ爆弾』のシナリオで認められて昇進した。1958年、『結婚のすべて』で初メガホンを取る。岡本のオリジナルシナリオによる、日中戦争最中の中国大陸に西部劇や推理劇の要素を取り入れた5作目『独立愚連隊』（1959年）で、一躍若手監督の有望格として注目を浴び、以降、『独立愚連隊西へ』（1960年）、『江分利満氏の優雅な生活』（1963年）、『ああ爆弾』（1964年）、『侍』（1965年）、『日本のいちばん長い日』（1967年）、『肉弾』（1968年）などの作品を監督。このうち『日本のいちばん長い日』では三船敏郎、黒沢年雄らが好演。テレビで複数回放映された。また『肉弾』は岡本と同年代の戦中派の心境をシニカルな視点で描いた作品として高い評価を得て、キネマ旬報ベストテン2位となり、岡本自身も好きな作品として挙げている。
東宝退社後の1970年代後半には、『姿三四郎』（1977年）では時代との感覚のズレを感じさせたが『ダイナマイトどんどん』（1978年）は人気作となった。80年代以後は作品に恵まれなかったが、『ジャズ大名』（1986年）などを監督。『大誘拐 RAINBOW KIDS』（1991年）は、持ち味の一つである娯楽色をさらに前面に押し出した作品となり、第15回日本アカデミー賞最優秀監督賞、最優秀脚本賞を受賞した。
アニメ映画『ガッチャマン』（1978年）の総指揮を担当しているが、実際は名前を貸しただけで、作業には一回も関わっていないと言われる。これは、監督だった鳥海永行が岡本のファンで、会いたいがために話が進んだのではないかと鳥海の弟子だった押井守が語っている。
1989年に紫綬褒章を受章。
1995年、『EAST MEETS WEST』で初のアメリカロケ中に言語障害を起こし、硬膜下血腫と診断される。その後も軽い脳梗塞などを起こし、言語が不明瞭であった。『助太刀屋助六』（2002年）では主演の真田広之が伝令など補佐役を務めたり舞台挨拶などでも傍につき、会場の反応などを伝えていた。ただし、インタビューや講演などではかなり古い作品についても答えており、制作意欲も依然旺盛であった。『助太刀屋助六』の舞台挨拶では、張りのあるヨーイ、スタートの声を披露した。
2005年2月19日、食道がんのため神奈川県川崎市多摩区の自宅で死去した。81歳没。墓所は故郷米子市の西念寺、川崎市多摩区春秋苑にある。時代劇『助太刀屋助六』が最後の作品となった。
岡本は亡くなる直前まで最新作として山田風太郎作の『幻燈辻馬車』の映画化を構想し、出演は仲代達矢、真田広之、緒形拳ら、音楽は山下洋輔と決まり、シナリオを練っていたが果たせなかった。

## 作風
岡本の作品は技巧派とされ、クランクインの前にすべてのカット割りをコンマ秒単位で決め、撮影に臨んでいたといわれる。その特徴は『殺人狂時代』（1967年）などのアクションコメディに最大限に発揮された。常連俳優の佐藤允は、「たまには長回しで撮ってはどうか」と提案したところ、岡本に怒鳴られたという。
大作映画での緊迫感あふれる演出や、苦手とされた女性映画でもモダンなラブシーンの演出を見せている。
また『戦争批判・明治維新批判』をライフワークとして掲げ続けた。
三船敏郎、鶴田浩二、仲代達矢、加山雄三らのスターの他に、小林桂樹、佐藤允、中谷一郎、田中邦衛、伊藤雄之助、天本英世、岸田森、中丸忠雄、平田昭彦、寺田農、砂塚秀夫、草野大悟、高橋悦史、本田博太郎、神山繁、今福将雄、二瓶正也、岸部一徳らの性格俳優を再三起用し、喜八一家（ファミリー）と呼ばれることもあった。大ベテランの東野英治郎、小沢栄太郎らも含め、台詞を明快に発音できる技術を備えた新劇出身の俳優を多く起用した点は、同世代の石井輝男とは対照的で、洗練とダンディ、ウェルメイドを至上とする職人監督であった。女優では星由里子、水野久美、田村奈巳ら東宝専属勢の起用が多いが、岡本監督は照れ屋で、あまり私語などをかわしたことがないと、田村は後年回想している。

## 影響・評価

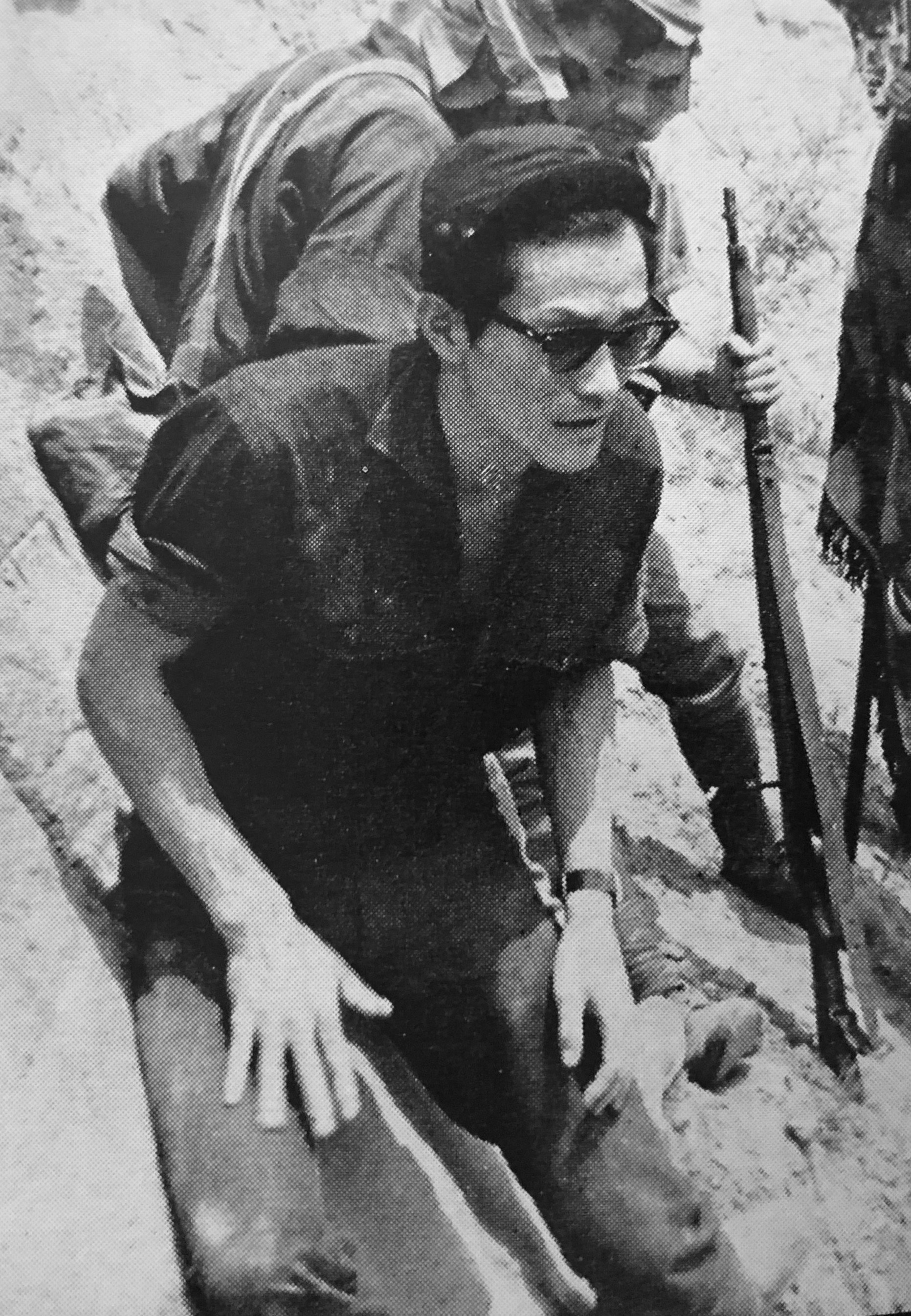
『独立愚連隊西へ』（1960年）撮影中の岡本

千葉真一は「東映にいたときから、欠かさず観ていた」と公言しており、テレビの『太閤記』で念願の岡本作品出演を果たし、本能寺で院内へ単身踏み込み一騎打ちで織田信長を倒すワイルドな明智光秀を演じた。
作家では筒井康隆が青年時代からの熱心な喜八ファンとして有名であり、初期長編『馬の首風雲録』などでオマージュを捧げている。『ジャズ大名』で憧れの監督による自作の映画化という夢がかなった。
庵野秀明も岡本の大ファンとして知られ、アニメ『新世紀エヴァンゲリオン』で“使徒”の波長パターンとして表示される「BLOOD TYPE:BLUE」が、『ブルークリスマス』の英題からの引用であることは有名な話である。同じ庵野の監督作『トップをねらえ!』では、セリフやテロップをオマージュとして模倣しており、『激動の昭和史 沖縄決戦』がLD化された際には庵野がライナーノートを書いている。なお、「船が七分に海が三分」のセリフは『トップをねらえ!』を介して著名になり、『ナイトウィザード The ANIMATION』やゲーム『おたく☆まっしぐら』などでもパロディ化（または再パロディ化）されている。『シン・ゴジラ』（2016年）には物語の鍵を握る所在不明の学者・牧悟郎として岡本が顔写真で出演している。
「喜八一家」は助監督も固定されがちであったこともあり、門下生監督はそれぞれ十数本をサポートした竹林進、山本迪夫の二人にほぼ絞られる。山本は師匠が無縁だった怪奇映画の分野で新境地を開いたが、1981年に監督した『大誘拐 RAINBOW KIDS』TV映画版は、10年後に岡本が手掛けた劇場版と奇しくも師弟競作の形となった。後期の門下生としては監督昇進後に『英霊たちの応援歌』を応援監督した山下賢章、19歳で『近頃なぜかチャールストン』の共同脚本兼主演兼助監督をつとめた利重剛、プロデューサーでは『吶喊（とっかん）』で主演兼で初仕事を手がけた岡田裕介東映社長が挙げられる。特に後二者は喜八プロの零細資本をもって貴重なデビュー（岡田の場合はプロデューサーとしての）の場を与えられた愛弟子である。
双葉十三郎、小野耕世、石上三登志、小林信彦、森卓也といった、どちらかというと洋画への言及が多い人々が、古くから岡本喜八評価の文章を発表してきた。キネマ旬報ベストテン入選は6回と少ないが、11位〜20位あたりで評価される異色作が多い。今では代表作といわれる『独立愚連隊』や『江分利満氏の優雅な生活』も、当時はこのランクであった。公開当時26位と評価の低かった『ブルークリスマス』の場合、当時絶賛したのは星新一、都筑道夫、田中小実昌らの作家たちであった。
1970年代以降は作品を撮れない時期も長く、不遇の監督という側面もあったが、同時期に東宝が一挙に製作を縮小した際にも最後まで契約が続いた監督の一人でもあり、日本で最もギャラの高い監督と言われた時期もあった。
映画賞などにもある程度めぐまれ、マニアック、カルト的な作品にも生前のうちに再評価が起き、晩年の新作に結びついた。いわゆるプログラムピクチャーと呼ばれるような小品でも、純粋に娯楽作品として楽しめるのが大きな特徴である。ただ、作品がテレビで放映されることは少なかった。
没後の2007年には第58回ベルリン映画祭での特集上映が行われ、これまで知られていた米国に加え、欧州の一部の国で一定の再評価も起きた。2008年には第32回サンパウロ国際映画祭でも回顧上映が行われた。

## エピソード
- 俳優やスタッフの人望も高く、先輩や同僚からは「キハっちゃん」と呼ばれて親しまれた。三船敏郎は岡本が助監督時代から同じアパートに住み、仲がよかったため『結婚のすべて』では岡本の監督昇進を祝って出演を快諾したという。その後も監督と主演者として再々コンビを組み、三船プロ設立後は同社の映画に監督としてただ一人、3回招いている[注釈 4]。逆に喜八プロの低予算時代劇『吶喊』には、三船プロのセットを無償提供して友情に報いた。また仲代達矢は、やはり『結婚のすべて』でラストシーンに突然登場して観客を驚かせるような役でつきあったあと、しばらく間隔をおいて常連化。彼の一方の持ち味であるとぼけたキャラクターを前面に出すことが多い。私生活ではゴルフ仲間である。
- 大林宣彦が東宝作品『HOUSE』で商業映画デビューすることになったとき、撮影所内部から助監督経験のない大林に対する反発が強まったが、それらの人々に「新しい風を迎えて学ぶべきは学ぼう」と説得して回ったのが岡本だったという。大林はかなり後年になってこれを人から聞き、大いに感謝していた。
- 長年コンビを組んだプロデューサーの田中友幸は、一方では東宝特撮映画の育ての親として有名だが、岡本は自分の手が届かない領域のある部門があることを理由に特撮に消極的だったため、彼にはその種の企画を振ることはなかった。ただし、岡本自身が特撮が必要な脚本を書いたことはあり、その中では小松左京の『日本アパッチ族』がクレージーキャッツ主演で撮影直前まで至ったことがある。
- また、作曲家佐藤勝との長年のコンビは、その質と量において日本映画でも屈指の協業であった。
- エッセイ集や絵コンテ集のほか、小説として『スイートホームズ探偵』『トッピン共和国独立記念日』などの著書がある。『助太刀屋助六』の原作等として生田大作（いくたおおさく）のペンネームをもつが、これは川崎市内の岡本の住所に由来している。
- 西部劇ファンで知られ、淀川長治、田中英一と共に西部劇ベスト25を選び、ジョン・フォード『駅馬車』や『荒野の決闘』『黄色いリボン』『捜索者』にハワード・ホークス『赤い河』『リオ・ブラボー』、ウィリアム・ワイラー『西部の男』『大いなる西部』、フレッド・ジンネマン『真昼の決闘』、ジョン・スタージェス『墓石と決闘』、サム・ペキンパー『ワイルドバンチ』等を選んでいる[12]。
- 俳優の宝田明によれば、『獣人雪男』で雪山ロケを行った際、チーフ助監督であった岡本は山に慣れていたためスイスイ登って行き、宝田はついていくことができなかったという[13]。
- 俳優の中島春雄によれば、岡本は洒落た人物であった一方で、ロケへ行くと「風邪をひくから」と言って1ヶ月近く風呂に入らなかったこともあったという[14]。
- 東宝を辞めた後は、映画製作費捻出のために自宅が「銀行に入ったり出たり、出たり入ったり」という状況だった。1985年頃に名古屋で岡本の旧作の上映会が開かれ、岡本も招かれて参加。終了後に会場を出ようとした時、見知らぬ作業服姿の人物が岡本の手に何かを握らせ、「これ、少しですが次回作に使って下さい」とだけ言って立ち去った。あっという間の出来事で、その人物は人混みに消えていったが、岡本の手にはシワクチャの一万円札が3枚、丸まって入っており、「ついつい目頭が熱くなるほど嬉しかった」という。その人物について岡本は、「一言どうしても礼を言いたいのだが、どうにも会えなくて、ずっと気にかかっている人」と記している。その時の3万円は「名古屋の一ファン」よりとして保管され、次回の自主製作作品『大誘拐』撮影の際にフィルム費の一部に充てられた。[15]

## 家族・親族
- 映画プロデューサーでもある監督夫人の岡本みね子は、早稲田大学映画研究会在籍時に、まだ新人であった当時の岡本に取材したのがなれそめで、後日アルバイト先の百貨店で偶然再会して交際、結婚に至った。家庭、仕事の両面において陰に陽に岡本を支え、ことに3本のATG映画や『大誘拐 RAINBOW KIDS』における夫人の貢献は計り知れない。岡本が「自宅の襖に写してでも撮りたい」という映画のために、自宅を抵当に入れることはもちろん、知り合いから定期預金を集めてこれを抵当に銀行から借入れる等、資金集めに奔走した。
- 岡本の晩年の、みね子夫人による介護生活を描いたNHKのドキュメンタリー『神様がくれた時間 〜岡本喜八と妻 がん告知からの300日』が2007年5月18日に放映された。再現ドラマは、岡本役が本田博太郎（『英霊たちの応援歌』から岡本作品に参加）、みね子夫人役が大谷直子（『肉弾』でデビュー）と、岡本と関係の深い俳優たちによって演じられた。
- 『ジャズ大名』の松枝姫を演じた岡本真実は次女で、無名塾出身の女優。『大誘拐 RAINBOW KIDS』では誘拐団の一人と親しくなる農村の娘を演じ、『助太刀屋助六』にも敵討ちの女役で出演している。
- 足立美術館の創立者足立全康は遠縁にあたり、美術館10周年の記念映画を撮影している[16]。

## 映画

### 監督作品
- 結婚のすべて（1958年）
- 若い娘たち（1958年）
- 暗黒街の顔役（1959年）
- ある日わたしは（1959年）
- 独立愚連隊（1959年）
- 暗黒街の対決（1960年）
- 大学の山賊たち（1960年）
- 独立愚連隊西へ（1960年）
- 暗黒街の弾痕（1961年）
- 顔役暁に死す（1961年）
- 地獄の饗宴（1961年）
- どぶ鼠作戦（1962年）
- 月給泥棒（1962年）
- 戦国野郎（1963年）
- 江分利満氏の優雅な生活（1963年）
- ああ爆弾（1964年）
- 侍（1965年）
- 血と砂（1965年）
- 大菩薩峠（1966年）
- 殺人狂時代（1967年）
- 日本のいちばん長い日（1967年）
- 斬る（1968年）
- 肉弾（1968年）
- 赤毛（1969年）
- 座頭市と用心棒（1970年）
- 激動の昭和史 沖縄決戦（1971年）

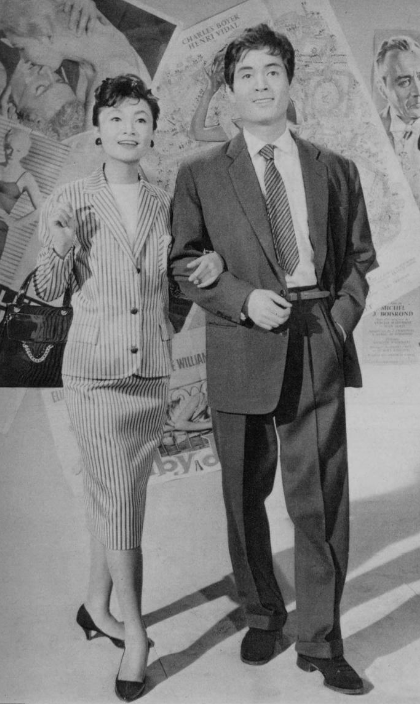
『結婚のすべて』（1958年）

『独立愚連隊』（1959年）

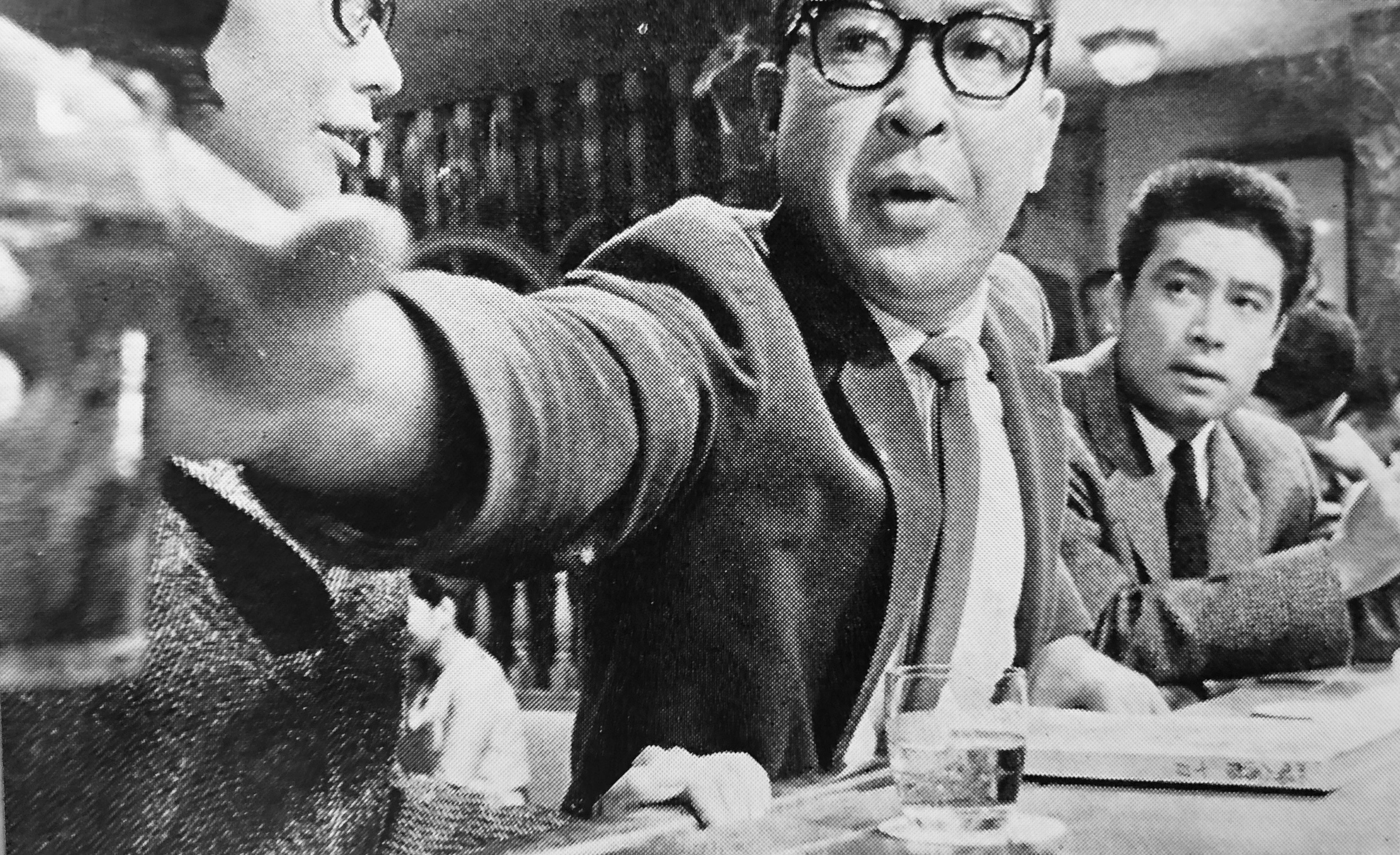
『江分利満氏の優雅な生活』（1963年）

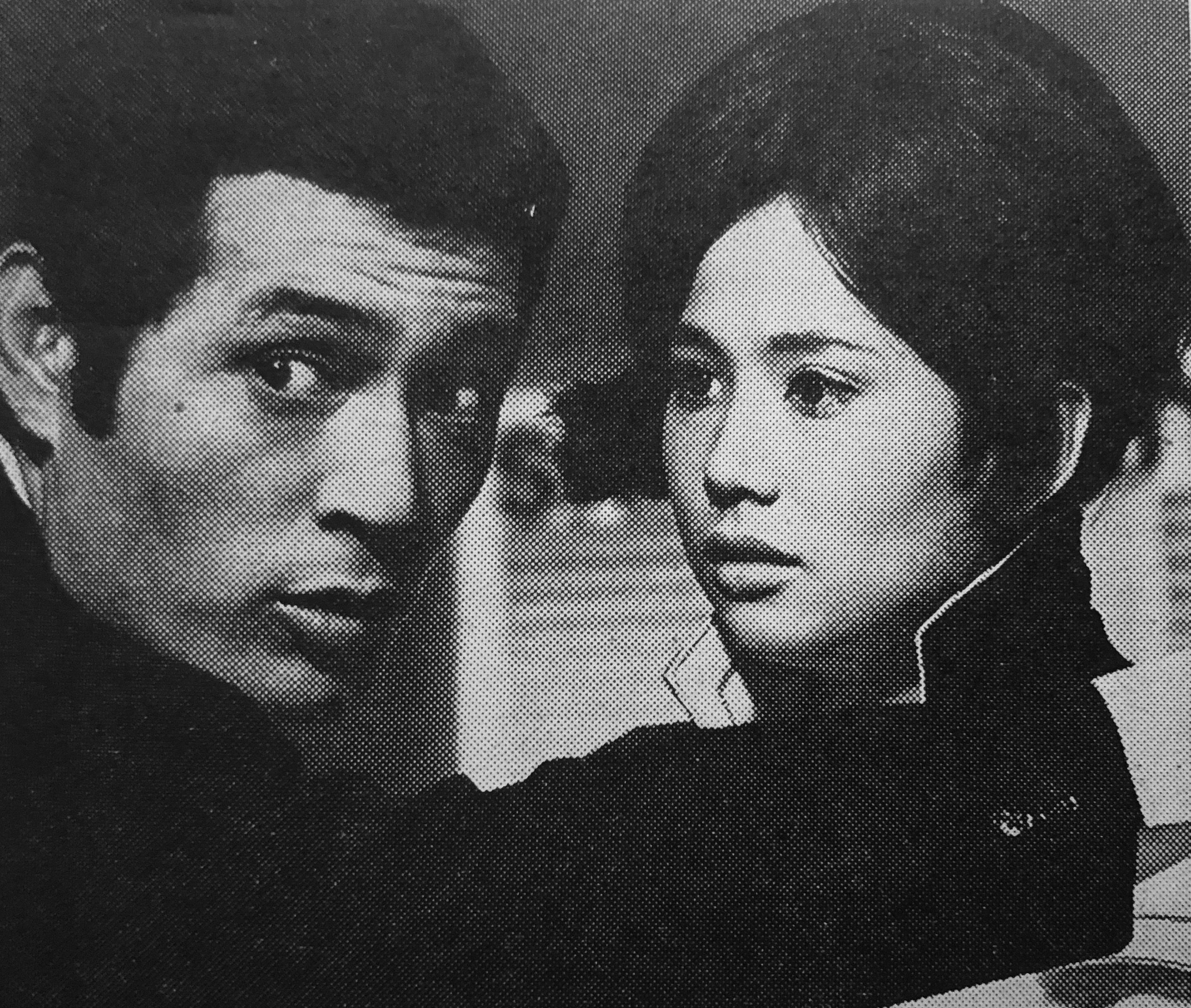
『殺人狂時代』（1967年）

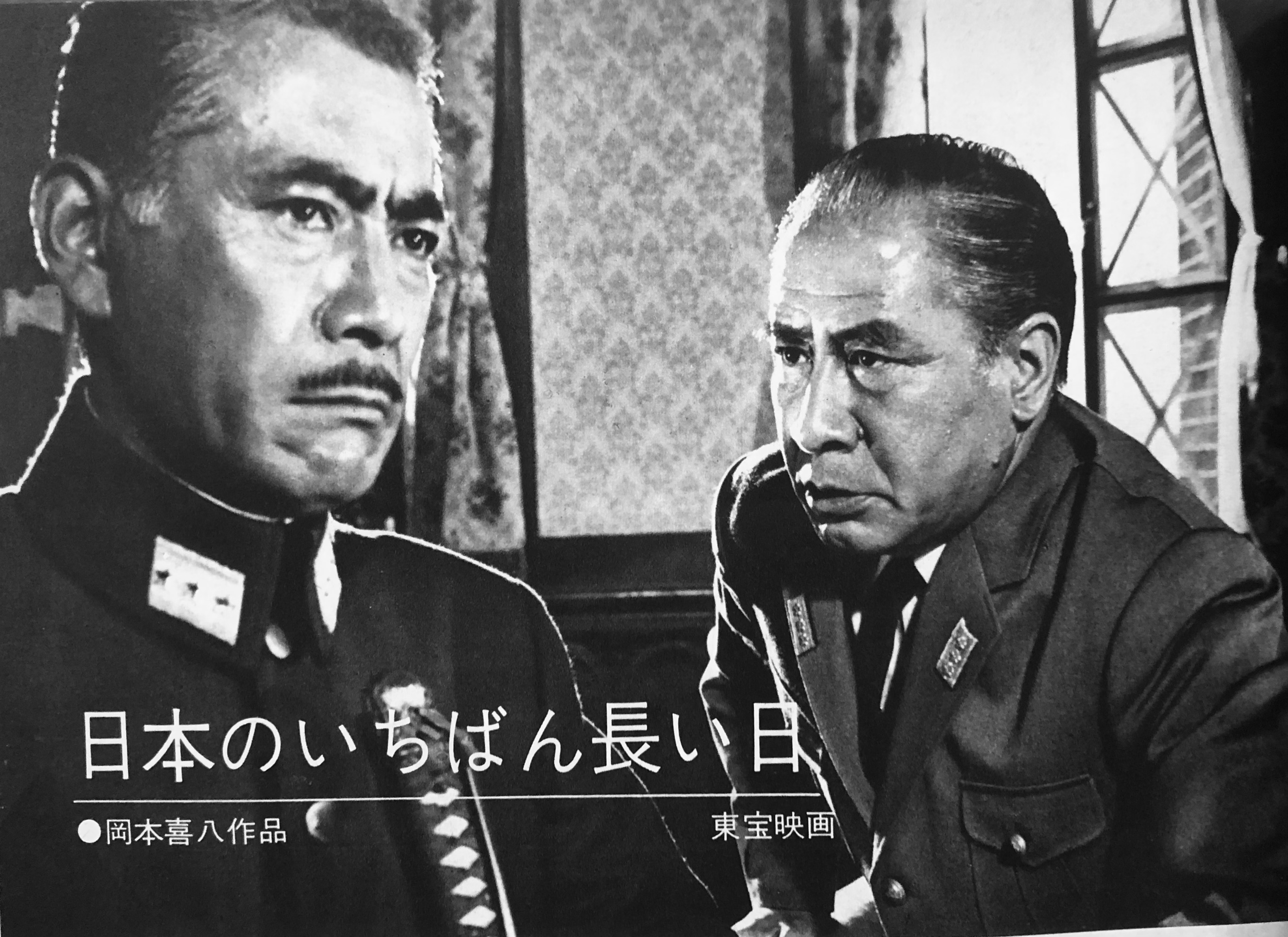
『日本のいちばん長い日』（1967年）

- にっぽん三銃士 おさらば東京の巻（1972年）
- にっぽん三銃士 博多帯しめ一本どっこの巻（1973年）
- 青葉繁れる（1974年）
- 吶喊（とっかん）（1975年）
- 姿三四郎（1977年）
- ダイナマイトどんどん（1978年）
- ブルークリスマス（1978年）
- 英霊たちの応援歌 最後の早慶戦（1979年）
- 近頃なぜかチャールストン（1981年）
- ジャズ大名（1986年）
- 大誘拐 RAINBOW KIDS（1991年）[注釈 5]
- EAST MEETS WEST（1995年）
- 助太刀屋助六（2002年）

### その他の映像作品
- 銀嶺の果て（1947年8月5日公開、谷口千吉監督、東宝） - サード助監督
- 次郎長三国志 第一部 次郎長売出す（1952年12月4日公開、マキノ雅弘監督、東宝） - 監督助手[注釈 6]
- 次郎長三国志 第二部 次郎長初旅（1953年1月9日公開、マキノ雅弘監督、東宝） - 監督助手[注釈 6]
- 次郎長三国志 第三部 次郎長と石松（1953年6月3日公開、マキノ雅弘監督、東宝） - 監督助手[注釈 6]
- 次郎長三国志 第四部 勢揃い清水港（1953年6月23日公開、マキノ雅弘監督、東宝） - 監督助手[注釈 6]
- 幸福さん（1953年9月1日公開、千葉泰樹監督、東宝） - 助監督
- 浮雲（1955年1月15日公開、成瀬巳喜男監督、東宝） - 監督助手
- 獣人雪男（1955年7月26日公開、本多猪四郎監督、東宝） - 監督助手
- 乱菊物語（1956年1月22日公開、谷口千吉監督、東宝） - 監督助手
- 裸足の青春（1956年10月26日公開、谷口千吉監督、東宝） - 監督助手[注釈 6]
- 社長三代記（1958年1月3日公開、松林宗恵監督、東宝） - 助監督
- 九ちゃん刀を抜いて（1963年8月31日公開、マキノ雅弘監督、東映） - 脚本[注釈 7]
- 100発100中（1965年12月5日公開、福田純監督、東宝） - 脚本
- 科学忍者隊ガッチャマン（1978年7月15日公開、鳥海永行監督、松竹・富士映画） - 総指揮
- Coo 遠い海から来たクー（1993年12月11日公開、今沢哲男監督、東映） - 脚本

## テレビドラマ
- シャルル四世（1966年、脚本）
- 遊撃戦（1966年、監修・脚本）
- 仇討ち・助太刀屋助六（1969年）
- 土曜ワイド劇場『昭和怪盗傳』（1977年、監督）-「説教強盗」妻木松吉の逸話を描く（原作：加太こうじ「実録・説教強盗 昭和大盗伝」）
- 土曜ワイド劇場『幽霊列車』（1978年、監督・脚本）
- 時代劇スペシャル 『着ながし奉行』（フジテレビ、1981年、監督、松島利昭と共同脚本、仲代達矢主演）-（原作：山本周五郎「町奉行日記」）
- 太閤記（TBS大型時代劇スペシャル、1987年、監督）

## 出演
- 獣人雪男（1955年・チーフ助監督作品、捜索隊員 役）[2]
- 独立愚連隊西へ（1960年、軍旗を持った将校 役）
- 激動の昭和史 沖縄決戦（1971年、敵艦を発見する丘の上の斥候 役）
- 僕は天使ぢゃないよ（1977年、不二家社長 役）
- 黒木太郎の愛と冒険（1977年、吹雪の夫 役）
- 姿三四郎（1977年、山城少将 役）
- ダイナマイトどんどん（1978年）
- キッドナップ・ブルース（1982年、居酒屋の客 役）
- ジャズ大名（1986年、インディアンの酋長 役）
- 独立少年合唱団（2000年、植草学院長 役）
- シン・ゴジラ（2016年、牧悟郎元教授 役）※写真出演[2]

## 著書・評伝
- 『刑事コロンボ 燃えつきた影像』 二見書房、1976年。[注釈 8]
- 『ヘソの曲り角　映画界の鬼才が放つ辛口エッセイ』東京スポーツ新聞社、1977年
- 『ただただ右往左往』 晶文社、1983年
- 『鈍行列車キハ60　夢を追い続ける映画青年の記録』 佼成出版社、1987年
- 『マジメとフマジメの間』 ちくま文庫、2011年。エッセイ集
- 『しどろもどろ―映画監督岡本喜八対談集』 ちくま文庫、2012年。各・文庫オリジナル
- 『kihachi フォービートのアルチザン　岡本喜八全作品集』 佐々木淳編、東宝出版事業室、1992年
- 小林淳『岡本喜八の全映画』 アルファベータブックス、2015年
- 『近頃なぜか岡本喜八　反戦の技法、娯楽の思想』 山本昭宏編、みずき書林、2020年
- 前田啓介『おかしゅうて、やがてかなしき　映画監督・岡本喜八と戦中派の肖像』 集英社新書、2024年

## ドキュメンタリー
- ETV特集「生誕100年 映画監督 岡本喜八が遺(のこ)したもの」（2024年12月7日、NHK Eテレ）[17]